# 国際科学光学ネットワーク
国際科学光学ネットワーク(こくさいかがくこうがくネットワーク、英語: International Scientific Optical Network、ISON、ロシア語: Международная научная оптическая сеть, Пулковская кооперация оптических наблюдателей)は天体を発見・観測・追跡するために組織された国際的なプロジェクトである。現在は約10カ国・約20の観測所・約30の望遠鏡で運営されている。このプロジェクトはロシア科学アカデミーの一部であるKeldysh Institute of Applied Mathematicsによって管理されている。国際科学光学ネットワークはエレーニン彗星とアイソン彗星の発見に貢献している。